# (74034) 1998 HX31
(74034) 1998 HX31 – planetoida z pasa głównego asteroid okrążająca Słońce w ciągu 3,64 lat w średniej odległości 2,36 j.a. Odkryta 20 kwietnia 1998 roku.